# فلورنسا (لعبة فيديو)
فلورنسا هي قصة تفاعلية ولعبة فيديو وضعتها استوديو ماونتنز الأسترالية ونشرتها أنابورنا التفاعلية. صدرت اللعبة في 14 فبراير 2018 - عيد الحب- لنظام آي أو إس، 14 مارس 2018 لأندرويد، ولأنظمة مايكروسوفت ويندوز، ماك، وتحويل نينتندو في 13 فبراير 2020.
في فلورنسا، تتابع اللاعب قصة فلورنس يوه البالغة من العمر 25 عامًا وهي تعيش روتينها اليومي وتلتقي كريش، عازف التشيلو الذي تراه في الحديقة. تتميز اللعبة بحوار مكتوب صغير وتحكي قصة فلورنسا من خلال سلسلة من الفصول الموجزة. تُستخدم الألغاز لتعزيز أجزاء من حياة فلورنسا في حين يتقدم اللاعبون في قصتها.
أراد المصمم الرئيسي كين وونغ إنشاء ألعاب تتجنب العنف واستلهمها في عمله «وادي النصب التذكاري» للحصول على تجربة أكثر تركيزًا على السرد تتضمن الألغاز. تلقت اللعبة إشادة من النقاد بأسلوب اللعبة الفني والموسيقى وهيكل السرد، لكنها انتقدت النهاية.

## اللعب
تُظهر فلورنسا حرج الموعد الأول من خلال لعبة ألغاز صغيرة. عندما تصبح فلورنسا أكثر راحة في التحدث مع كريش، تصبح الألغاز أسهل. تنقسم فلورنسا إلى 20 فصلًا، كل فصل يضم جزءًا مختلفًا من حياة فلورنسا يوه. تنقسم الفصول إلى ستة أعمال، التي تمثل أجزاء مختلفة من نمو فلورنسا وتغيرها. تلعب اللعبة خطيًا، وتتطلب مدخلات من اللاعب في شكل ألعاب صغيرة قصيرة تساعد في محاكاة أو الكشف عن أفكار وأفعال فلورنسا. تتضمن هذه الألعاب: فلورنسا تنظف أسنانها، وفلورنسا تتبع صوت التشيلو للعثور على كريش، وكريش ينظف غرفته قبل زيارة فلورنسا، وفلورنسا تحزم أغراضها عندما ينتقل كريش إلى بيتها، وإعادة أغراض كريش له عندما يغادر، من بين أمور أخرى. يستغرق اللعب الفردي لفلورنسا نحو 30 دقيقة.

## الحبكة
تتبع اللعبة فلورنس يوه، امرأة تبلغ من العمر 25 عامًا تعيش بمفردها وتستقر في روتين رتيب للعمل في وظيفتها والتفاعل دون تفكير مع وسائل التواصل الاجتماعي في أثناء تنقلاتها. في صباح أحد الأيام، تعطل هاتفها وتابعت صوت آلة التشيلو ورأت كريش، عازف الشارع، للمرة الأولى. يصادقها كريش ويخرجون في بعض المواعيد. يقبلون بعضهما للمرة الأولى ويبدأون بالتعامل مع علاقتهم بجدية أكبر. ينتقل كريش للعيش مع فلورنسا وتدفعه لمتابعة أحلامه في أن يكون عازف تشيللو رائع. تعبيرًا عن الشكر، أعطت كريش لفلورنسا مجموعة من اللوحات وتتخيل فلورنسا حول متابعة شغفها بأن تكون فنانة.
يتشاجر الزوجان شجارهما الأول بعد ستة أشهر في محل بقالة. بعد عام، تبدأ علاقتهما بالتفكك. بعد شجار آخر، ينتقل كريش. قررت فلورنسا ترك وظيفتها واتباع شغفها بالرسم، إذ تجد النجاح.

## تطوير
أراد كين وونغ، المصمم الرئيسي في فلورنسا، إنشاء لعبة تتجنب العنف. بعد نجاحه مع وادي النُصب، شعر مصمم الألعاب كين وونغ أنه فعل ما بوسعه في استوديو التطوير الخاص به، استو، وأراد إنشاء الاستوديو الخاص به. اختار العودة إلى موطنه أستراليا بعد رؤية مشهد تطوير اللعبة في ملبورن وهو ينمو. أسس وونغ شركة جديدة، ماونتنز، في ملبورن.
بعد تعيين الموظفين، لم يكن لدى ماونتنز أي اتجاه بشأن نوع اللعبة التي يريدون إنشاءها. كان أسلوب وونغ هو التعاقد مع الفريق أولًا ثم الخروج بلعبة صلبة. ناقش فريق العمل كيفية استكشاف الأفلام والكتب بانتظام للحب والمشاعر الإنسانية، لكن ذلك كان مفقودًا في تصميم اللعبة وسيكون «تحديًا جيدًا». اختاروا المضي قدمًا وإنشاء فلورنسا. كانت هذه هي أول لعبة يعمل عليها وونغ منذ وادي النصب التذكاري.
أراد وونغ وبقية الفريق إنشاء لعبة تتجنب العنف. قال وونغ، «أردت استكشاف نوع القصص والديناميكيات التي يمكن أن نحصل عليها دون اللجوء إلى العنف» قررت ماونتنز جعل اللعبة على الهاتف المحمول لزيادة إمكانية الوصول إليها. كان هدف الفريق إنشاء لعبة يركز فيها اللاعبون على استكشاف المشاعر بدلاً من تحقيق الأهداف. على عكس لعبة وونغ السابقة، وادي النصب، أراد وونغ إنشاء تجربة مشابهة للكتاب الهزلي أو الفيلم الصامت مع التركيز على السرد. استلهم وونغ والفريق صناعة فلورنسا من أفكار الأفلام، واستشهد تحديدًا بـ 500 يوم من الصيف، وضوء الشمس الخالدة للعقل الناصع، وتايتانيك.
أراد المطورون جعل اللعبة تجربة خطية في وقت مبكر من العملية بسبب القلق من أن الأشخاص الذين لديهم المزيد من الخبرة الحياتية سيتخذون الخيارات «الصحيحة» ويتجنبون أخلاقيات اللعبة. استلهمت ماونتنز من الطريقة التي يستهلك بها الناس الوسائط الأخرى للتواصل العاطفي الذي يجلبونه، وأرادوا إضفاء هذا الشعور على ألعاب الفيديو. قرر الفريق استخدام الموسيقى بديلًا للحوار طوال المباراة، إذ يمثل التشيلو كريش في حين يتبع البيانو فلورنسا. استخدمت ماونتنز الموضوعات الموسيقية للشخصيات بعد إنشائها بالخطأ في أثناء تطوير فصل «البقالة»، إذ خاض كريش وفلورنسا معركتهما الأولى.
اختارت وونغ اسم فلورنس لأنها صُممت لتكون أسترالية صينية اختار والداها «اسمًا قديمًا» لابنتهما عندما هاجرا.